# 不破将生
不破 将生（ふわ しょう、2000年10月2日 - ）は、京都府出身のサッカー選手。ポジションはDF。

## クラブ歴
立正大学淞南高等学校から福岡大学に進学した。大学サッカーではレギュラーを取れなかったものの、教育実習で向かった母校でサッカーを続ける事を決意した。その後日本フットボールリーグ所属のクラブに練習参加したものの契約には至らなかった。
2023年1月4日にシンガポールプレミアリーグ所属のアルビレックス新潟シンガポールへの加入が発表された。2月19日のシンガポール・チャリティーシールドで先発出場して選手初出場を記録した。
2024年2月13日に関西サッカーリーグ所属のFC BASARA HYOGOに完全移籍した。